# Tetraloniella michaelseni
Tetraloniella michaelseni är en biart som först beskrevs av Heinrich Friese 1916.  Tetraloniella michaelseni ingår i släktet Tetraloniella och familjen långtungebin. Inga underarter finns listade i Catalogue of Life.